# Les Rairies
Les Rairies est une commune française située dans le département de Maine-et-Loire en région Pays de la Loire.

## Géographie

### Localisation
Commune angevine du Baugeois, Les Rairies se situe au sud-est de Durtal, sur la route D 138 Fougeré, en limite du département de la Sarthe.
Les Rairies se situe sur l'unité paysagère du Plateau du Baugeois.

### Climat
Pour des articles plus généraux, voir Climat des Pays de la Loire et Climat de Maine-et-Loire.
En 2010, le climat de la commune est de type climat océanique altéré, selon une étude du CNRS s'appuyant sur une série de données couvrant la période 1971-2000. En 2020, Météo-France publie une typologie des climats de la France métropolitaine dans laquelle la commune est exposée à un climat océanique et est dans la région climatique Moyenne vallée de la Loire, caractérisée par une bonne insolation (1 850 h/an) et un été peu pluvieux.
Pour la période 1971-2000, la température annuelle moyenne est de 11,7 °C, avec une amplitude thermique annuelle de 14,2 °C. Le cumul annuel moyen de précipitations est de 651 mm, avec 11,2 jours de précipitations en janvier et 5,9 jours en juillet. Pour la période 1991-2020, la température moyenne annuelle observée sur la station météorologique de Météo-France la plus proche, sur la commune de Marcé à 12 km à vol d'oiseau, est de 12,3 °C et le cumul annuel moyen de précipitations est de 701,1 mm,. Pour l'avenir, les paramètres climatiques de la commune estimés pour 2050 selon différents scénarios d'émission de gaz à effet de serre sont consultables sur un site dédié publié par Météo-France en novembre 2022.

## Urbanisme

### Typologie
Au 1er janvier 2024, Les Rairies est catégorisée bourg rural, selon la nouvelle grille communale de densité à sept niveaux définie par l'Insee en 2022.
Elle est située hors unité urbaine. Par ailleurs la commune fait partie de l'aire d'attraction de Durtal, dont elle est une commune de la couronne,. Cette aire, qui regroupe 2 communes, est catégorisée dans les aires de moins de 50 000 habitants,.

### Occupation des sols
L'occupation des sols de la commune, telle qu'elle ressort de la base de données européenne d’occupation biophysique des sols Corine Land Cover (CLC), est marquée par l'importance des territoires agricoles (55,6 % en 2018), en diminution par rapport à 1990 (62,1 %). La répartition détaillée en 2018 est la suivante : 
zones agricoles hétérogènes (46,3 %), forêts (26 %), zones urbanisées (10,8 %), espaces verts artificialisés, non agricoles (7,5 %), prairies (6,9 %), cultures permanentes (2,4 %). L'évolution de l’occupation des sols de la commune et de ses infrastructures peut être observée sur les différentes représentations cartographiques du territoire : la carte de Cassini (XVIIIe siècle), la carte d'état-major (1820-1866) et les cartes ou photos aériennes de l'IGN pour la période actuelle (1950 à aujourd'hui).

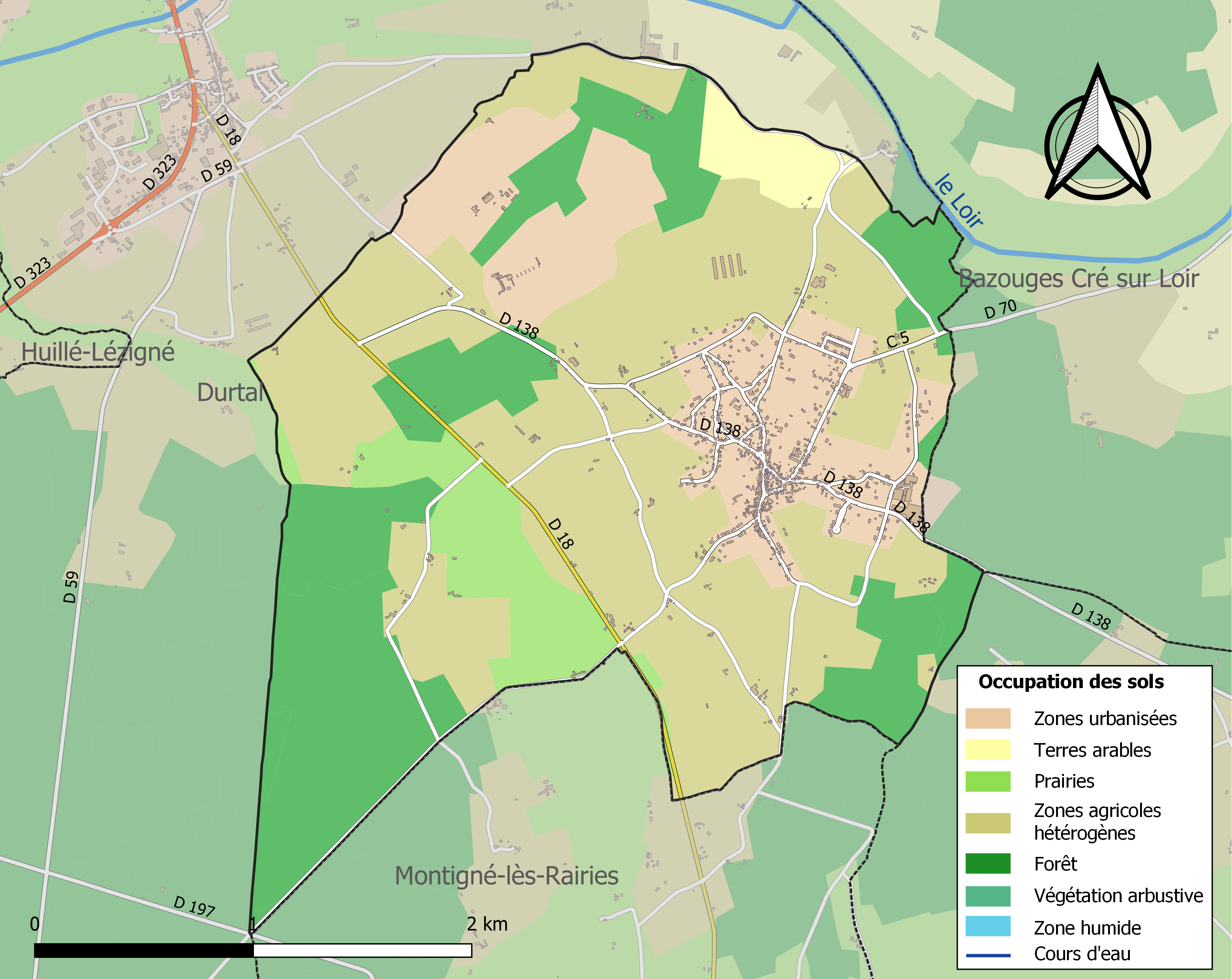
Carte des infrastructures et de l'occupation des sols de la commune en 2018 (CLC).

## Histoire
Le village des Rairies est un ancien village d'où les hommes venaient extraire la pierre, blanche plus dure que la pierre de tuffeau. Grâce à cette activité, le village se développe au XIXe siècle, avec son administration et son église qui date de cette époque. C'est ensuite la fabrication de la brique qui succède à l'extraction de la pierre.

## Politique et administration

### Administration municipale

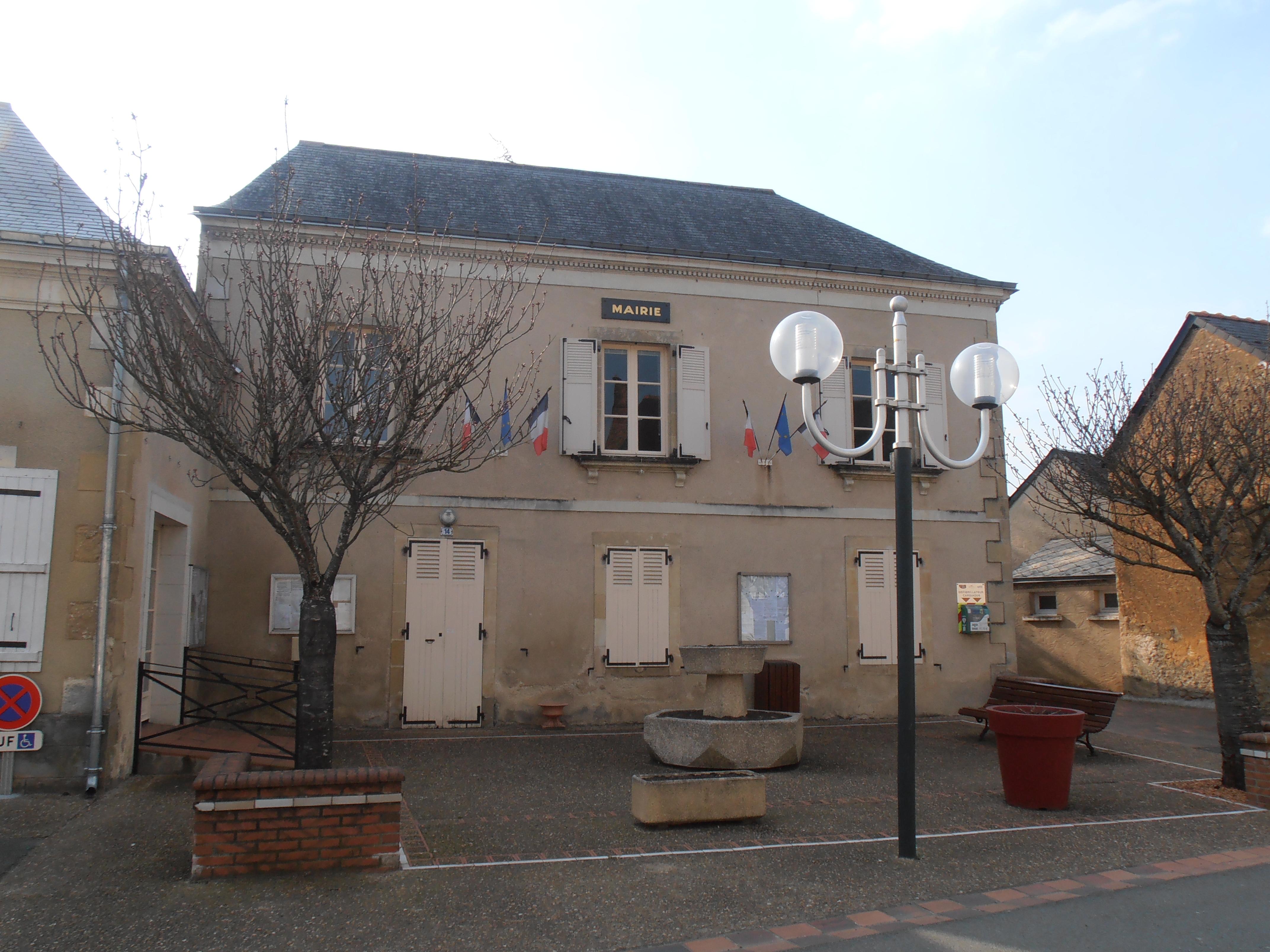
La mairie.

Les Rairies est créée par ordonnance impériale du 8 février 1865 du détachement de Montigné-lès-Rairies.
| Période                                  | Période                      | Identité                     | Étiquette | Qualité                             |
| ---------------------------------------- | ---------------------------- | ---------------------------- | --------- | ----------------------------------- |
| 1865                                     | 1875                         | Louis Baussier               |           |                                     |
| 1875                                     | 1880                         | Anthème Fillon               |           |                                     |
| 1880                                     | 1888                         | Pierre Lhumeau               |           |                                     |
| 1888                                     | 1896                         | Pierre Maurin                |           |                                     |
| 1896                                     | 1920                         | René Lelong                  |           |                                     |
| 1921                                     | 1935                         | Charles Bouteloup            |           |                                     |
| 1935                                     | 1940                         | Yves Lelong                  |           |                                     |
| 1940                                     | 1945                         | Fernand Dewinter             |           | président de la délégation spéciale |
| mai 1945                                 | 1947                         | Charles Bouteloup            |           |                                     |
| octobre 1947                             | 1953                         | Émile Gallet                 |           |                                     |
| mai 1953                                 | 1959                         | Louis Chevet                 |           |                                     |
| mars 1959                                | 1965                         | Auguste Bertrand             |           |                                     |
| mars 1965                                | 6 septembre 1986 (démission) | Jean Fournier de la Martinie |           |                                     |
| 1986                                     |                              | Maryvonne Bordier            |           |                                     |
| mars 2001                                | En cours (au 11 août 2024)   | Joëlle Charrier,             |           |                                     |
| Les données manquantes sont à compléter. |                              |                              |           |                                     |

### Intercommunalité
La commune est membre de la communauté de communes Anjou Loir et Sarthe, elle-même membre du syndicat mixte Pays des Vallées d'Anjou.

## Population et société

### Démographie

#### Évolution démographique
L'évolution du nombre d'habitants est connue à travers les recensements de la population effectués dans la commune depuis 1866. Pour les communes de moins de 10 000 habitants, une enquête de recensement portant sur toute la population est réalisée tous les cinq ans, les populations de référence des années intermédiaires étant quant à elles estimées par interpolation ou extrapolation. Pour la commune, le premier recensement exhaustif entrant dans le cadre du nouveau dispositif a été réalisé en 2006.

En 2022, la commune comptait 1 043 habitants, en évolution de +3,68 % par rapport à 2016 (Maine-et-Loire : +2,12 %, France hors Mayotte : +2,11 %).
| 1866  | 1872  | 1876  | 1881  | 1886  | 1891  | 1896 | 1901 | 1906 |
| ----- | ----- | ----- | ----- | ----- | ----- | ---- | ---- | ---- |
| 1 282 | 1 194 | 1 080 | 1 100 | 1 125 | 1 034 | 987  | 934  | 874  |

| 1911 | 1921 | 1926 | 1931 | 1936 | 1946 | 1954 | 1962 | 1968 |
| ---- | ---- | ---- | ---- | ---- | ---- | ---- | ---- | ---- |
| 830  | 766  | 772  | 790  | 711  | 724  | 765  | 810  | 781  |

| 1975 | 1982 | 1990 | 1999 | 2006 | 2011 | 2016  | 2021  | 2022  |
| ---- | ---- | ---- | ---- | ---- | ---- | ----- | ----- | ----- |
| 764  | 802  | 854  | 866  | 956  | 973  | 1 006 | 1 038 | 1 043 |

#### Pyramide des âges
La population de la commune est relativement jeune.
En 2018, le taux de personnes d'un âge inférieur à 30 ans s'élève à 33,4 %, soit en dessous de la moyenne départementale (37,2 %). À l'inverse, le taux de personnes d'âge supérieur à 60 ans est de 25,8 % la même année, alors qu'il est de 25,6 % au niveau départemental.
En 2018, la commune compte 527 hommes pour 492 femmes, soit un taux de 51,72 % d'hommes, largement supérieur au taux départemental (48,63 %).
Les pyramides des âges de la commune et du département s'établissent comme suit.
| Hommes | Classe d’âge | Femmes |
| ------ | ------------ | ------ |
| 0,8    | 90 ou +      | 0,8    |
| 6,2    | 75-89 ans    | 8,5    |
| 19,0   | 60-74 ans    | 16,4   |
| 20,8   | 45-59 ans    | 21,5   |
| 20,1   | 30-44 ans    | 19,1   |
| 12,7   | 15-29 ans    | 13,7   |
| 20,4   | 0-14 ans     | 20,0   |

| Hommes | Classe d’âge | Femmes |
| ------ | ------------ | ------ |
| 0,9    | 90 ou +      | 2,1    |
| 7      | 75-89 ans    | 9,5    |
| 16,2   | 60-74 ans    | 16,9   |
| 19,4   | 45-59 ans    | 18,7   |
| 18,2   | 30-44 ans    | 17,5   |
| 18,8   | 15-29 ans    | 17,6   |
| 19,5   | 0-14 ans     | 17,6   |

## Économie
Sur 47 établissements présents sur la commune à fin 2010, 11 % relèvent du secteur de l'agriculture (pour une moyenne de 17 % sur le département), 17 % du secteur de l'industrie, 13 % du secteur de la construction, 43 % de celui du commerce et des services et 17 % du secteur de l'administration et de la santé. Cinq ans plus tard, en 2015, sur les 53 établissements présents, 13 % relèvent du secteur de l'agriculture (pour une moyenne de 11 % sur le département), 15 % du secteur de l'industrie, 15 % de celui de la construction, 45 % du secteur du commerce et des services et 11 % de celui de l'administration et de la santé.

## Culture locale et patrimoine
Lieux et monuments

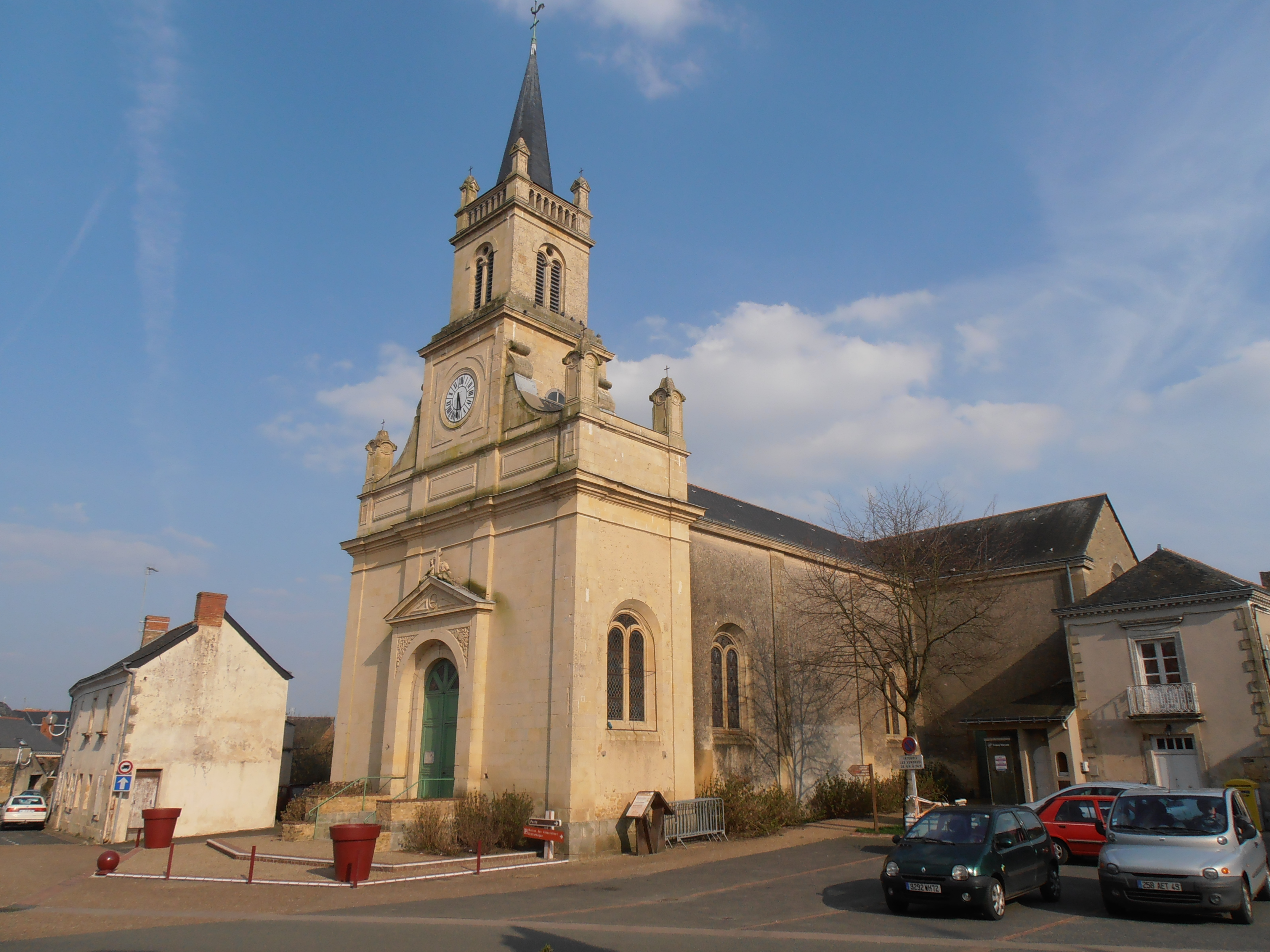
L'église de l'Ascension.

- Forêt de Chambiers avec étangs et randonnées.
- Dans le centre du village, fours et granges, marques du passé briquetier du village. Briqueterie Le Croc[28], ancien séchoir, bien conservé. Il fonctionne encore aujourd'hui du jeudi de l'ascension à la Saint-Michel.
- Au cœur du village, l'église de l'Ascension, datant du XIXe siècle, domine la place du village et ses commerces.
- Près du Loir, à la limite de Durtal, ancienne chapelle, la chapelle de Chalou.